# 夢與瘋狂之王國
《夢與瘋狂之王國》（日语：夢と狂気の王国）是由日本導演砂田麻美執導、在2013年秋季上映的紀錄片。

## 概要
此為首部以動畫工作室「吉卜力工作室」為題材的紀錄片，影片內容圍繞在吉卜力核心人物高畑勳、宮崎駿、鈴木敏夫等人身上，拍攝期間則是高畑勳與宮崎駿分別在執導動畫《輝夜姬物語》、《風起》的時候。

## 製作人員
- 導演、劇本：砂田麻美
- 製作人：川上量生
- 音樂：高木正勝
- 背景：吉田昇
- 畫面陳設：宮崎駿
- 出資：多玩國
- 製作：ENNET株式會社
- 配給：東寶
- 協助：吉卜力工作室

## 外部連結
- 《夢與瘋狂之王國》官方網站（页面存档备份，存于）（日語）
- . YouTube上的洲立影片頻道. 2014-08-06. （原始内容存档于2016-04-06）. 外部链接存在于|publisher= (帮助)（繁體中文）
- . YouTube上的TGHFF頻道. 2014-10-03. 外部链接存在于|publisher= (帮助)（繁體中文）